# Боднаров (Калушский район)
Бо́днаров (укр. Боднарів) — село в Калушской общине Калушского района Ивано-Франковской области Украины.
Население по переписи 2001 года составляло 2431 человек. Занимает площадь 13,9 км². Почтовый индекс — 77350. Телефонный код — 03472.